# 三氧化二溴
三氧化二溴是一种溴的氧化物，化学式 Br2O3，于1993年发现。它是橙色固体，在−40 °C以下稳定。它的结构是Br−O−BrO2。

## 制备和反应
三氧化二溴可由溴的二氯甲烷溶液与臭氧在低温下反应而成。它在碱性环境下会歧化成Br−
和BrO−
3。